# Allemond
Pour les articles homonymes, voir Allemont.
Allemond, parfois orthographiée Allemont, est une commune française située dans le département de l'Isère en région Auvergne-Rhône-Alpes.

## Géographie

### Situation et description
Petit village de montagne au cœur de l'Oisans, dans la vallée de l'Eau d'Olle traversée par l'Eau d'Olle, au pied du barrage du Verney et du massif de Belledonne, face au massif des Grandes Rousses.

### Géologie

#### Sites géologiques remarquables
En 2014, plusieurs sites géologiques remarquables sont classés à l'« Inventaire du patrimoine géologique » :
- la « faille de l'Eau d'Olle et les enclaves du Rivier d'Allemont » constituent un site d'intérêt tectonique de 10,54 hectares qui se trouve sur les communes de Vaujany et Allemond (lieu-dit le Rivier d'Allemont). Le site est classé « deux étoiles » à l'« Inventaire du patrimoine géologique » ;
- Le « chevauchement à Allemond (route de La Traverse) » est un site d'intérêt tectonique de 0,91 hectare à la Traverse, classé « deux étoiles » à l'« Inventaire du patrimoine géologique ».

### Communes limitrophes
| Laval-en-Belledonne, Sainte-Agnès | Le Haut-Bréda     | Vaujany     |
| Revel                             | Allemond          | Vaujany, Oz |
| Livet-et-Gavet                    | Le Bourg-d'Oisans | Oz          |

### Climat
Pour des articles plus généraux, voir Climat d'Auvergne-Rhône-Alpes et Climat de l'Isère.
En 2010, le climat de la commune est de type climat de montagne, selon une étude du Centre national de la recherche scientifique s'appuyant sur une série de données couvrant la période 1971-2000. En 2020, Météo-France publie une typologie des climats de la France métropolitaine dans laquelle la commune est exposée à un climat de montagne ou de marges de montagne et est dans la région climatique Alpes du nord, caractérisée par une pluviométrie annuelle de 1 200 à 1 500 mm, irrégulièrement répartie en été.
Pour la période 1971-2000, la température annuelle moyenne est de 9,3 °C, avec une amplitude thermique annuelle de 18 °C. Le cumul annuel moyen de précipitations est de 1 305 mm, avec 8,8 jours de précipitations en janvier et 7,8 jours en juillet. Pour la période 1991-2020, la température moyenne annuelle observée sur la station météorologique de Météo-France la plus proche, « Alpe-d'Huez », sur la commune de Huez à 6 km à vol d'oiseau, est de 5,1 °C et le cumul annuel moyen de précipitations est de 994,8 mm,. Pour l'avenir, les paramètres climatiques de la commune estimés pour 2050 selon différents scénarios d'émission de gaz à effet de serre sont consultables sur un site dédié publié par Météo-France en novembre 2022.

### Hydrographie
Le cours d'eau principal traversant la commune est l'Eau d'Olle, qui se jette dans la Romanche.
Le lac du Verney est en partie sur la commune d'Allemond (l'autre partie sur Oz-en-Oisans), il est créé artificiellement par le barrage du Verney.

### Voies de communication et transport

#### Voies de communication
Allemond est accessible en voiture depuis Grenoble par la départementale 1091. Il est également possible de rejoindre la commune depuis la vallée de la Maurienne par le col du Glandon ou le col de la Croix-de-Fer.

#### Transports en commun
La commune d'Allemond n'est pas desservie directement en transport en commun depuis Grenoble. Il faut prendre la ligne T75 du réseau de bus départemental « Itinisère »qui passe à Rochetaillée, puis prendre d'autres transport. La ligne T70 va ensuite du Bourg d'Oisans à Vaujany, sous réserve d'avoir préalablement réservé le trajet.
L'été et l'hiver, en saison touristique, un bus relie Vénosc à Vaujany et dessert donc Allemond.

#### L'Eau d'Olle express
Premier ascenseur valléen de nouvelle génération, l’Eau d’Olle Express relie Allemond et la station d’Oz en Oisans (Isère) depuis décembre 2020. Cette télécabine est intégrée aux remontées mécaniques du domaine skiable de l'Alpe d'Huez.

### Typologie
Au 1er janvier 2024, Allemond est catégorisée commune rurale à habitat dispersé, selon la nouvelle grille communale de densité à sept niveaux définie par l'Insee en 2022.
Elle est située hors unité urbaine et hors attraction des villes,.

### Occupation des sols
L'occupation des sols de la commune, telle qu'elle ressort de la base de données européenne d’occupation biophysique des sols Corine Land Cover (CLC), est marquée par l'importance des forêts et milieux semi-naturels (95,8 % en 2018), une proportion sensiblement équivalente à celle de 1990 (96 %). La répartition détaillée en 2018 est la suivante : 
forêts (38 %), espaces ouverts, sans ou avec peu de végétation (34,9 %), milieux à végétation arbustive et/ou herbacée (22,9 %), zones urbanisées (1,3 %), prairies (1,2 %), zones agricoles hétérogènes (1 %), eaux continentales (0,7 %). L'évolution de l’occupation des sols de la commune et de ses infrastructures peut être observée sur les différentes représentations cartographiques du territoire : la carte de Cassini (XVIIIe siècle), la carte d'état-major (1820-1866) et les cartes ou photos aériennes de l'IGN pour la période actuelle (1950 à aujourd'hui).

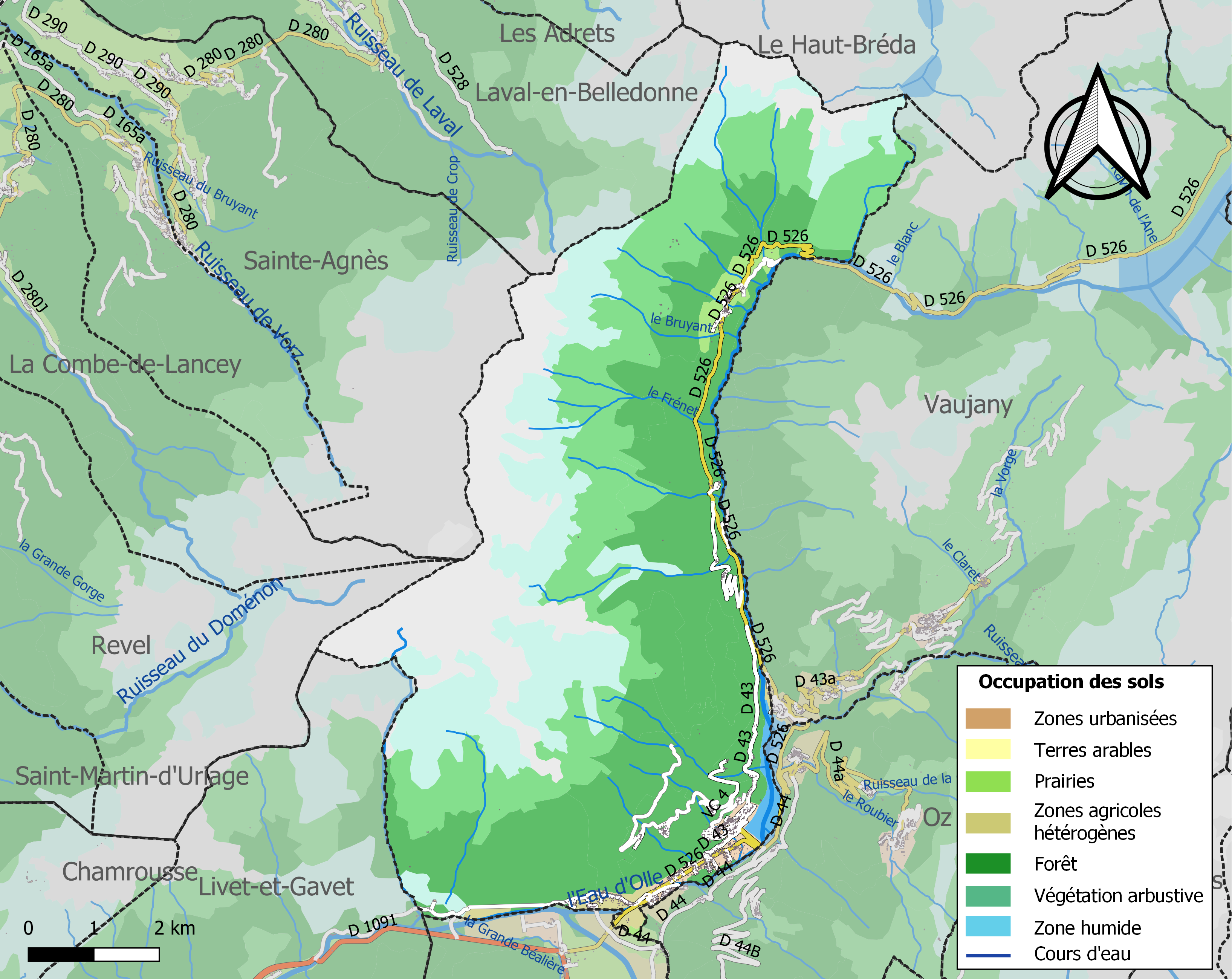
Carte des infrastructures et de l'occupation des sols de la commune en 2018 (CLC).

### Lieux-dits et écarts
Hameaux : l'Articol, le Clot, la Combe, le Mollard, le Rivier-d'Allemont, la Rivoire, la Traverse.
- la traverse (1 300 m d'altitude)
- le clot
- la rivoire
- la combe
- le Mas des Croze
- le village
- les grands champs
- la ville
- la fondrie
- la pernière haute et basse
- Pissevache
- Farnier
- Champeau
- le villaret
- la drayrie
- Baton (700 m d'altitude)
- Coteysard
- le Mollard
- le Rivier
- l'eau Dolle
- les 4 saisons
- la Drayrie

### Risques naturels et technologiques

#### Risques sismiques
L'ensemble du territoire de la commune d'Allemond est situé en zone de sismicité no 3 (sur une échelle de 1 à 5), mais en bordure de la zone de sismicité no 4 qui longe les limites nord-est de son territoire.
| Type de zone | Niveau            | Définitions (bâtiment à risque normal) |
| ------------ | ----------------- | -------------------------------------- |
| Zone 3       | Sismicité modérée | accélération = 1,1 m/s2                |

## Toponymie
Les différents noms du village à travers les siècles
Au XIe siècle - Ecclésia de Alamo ; 1115 - Alemo (source l'Oisans catholique) ; 1131 - Parrochia Alami ; 1148 - Ecclésia de Alemo ; 1252 - Capellarum Dalemo ; 1260 - Homines de Alemone ; 1260 - Mistralia vallis de Allemo ; 1339 - Parrochia de Alemone ; 1375 - Alemone (source l'Oisans catholique) : 1389 - Alemon ; XIVe siècle - Cura di Lemone ; 1414 - Parrochia Alemonis ; 1497 - Allemone (source l'Oisans catholique) ; 1602 - Allemon ; 1628 - Allemouz et Allemoz in Oysans ; 1638 - Alemon.

## Histoire
La ville (les premières constructions) fut créée au Moyen Âge. La seigneurie d'Allemond appartint à plusieurs familles.

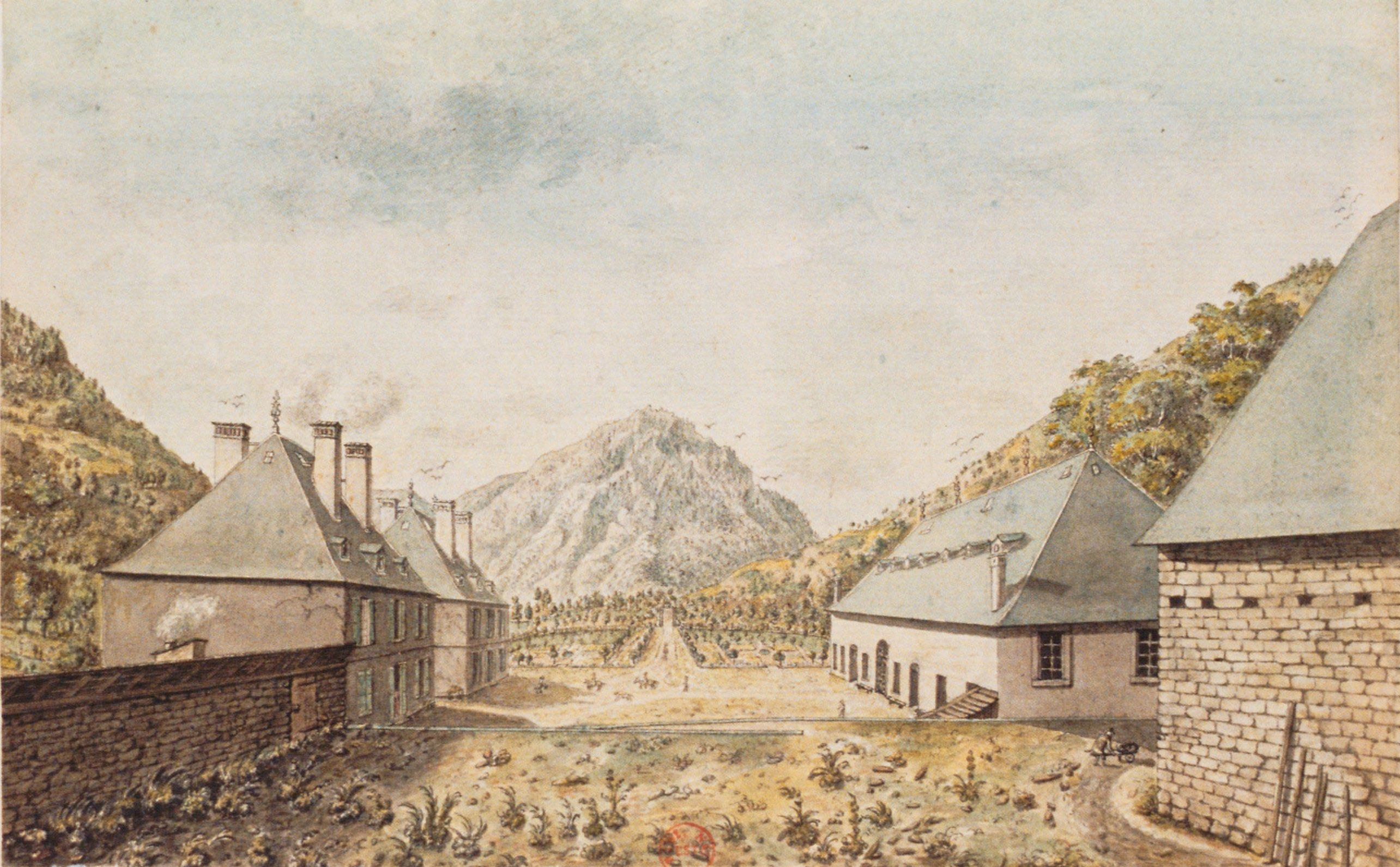
Fonderie royale d'Allemont (XVIIIe siècle).

Jusqu'aux années 1960-1970, la vie des gens était très simple, ils étaient principalement agriculteurs et éleveurs.
La ville eut aussi une activité minière sous Louis XIII et XIV, elle hébergeait les fonderies royales dans lesquelles était fondu le minerai provenant des mines de la commune, principalement de l'argent, du plomb et du cuivre. Une partie des bâtiments de l'ancienne fonderie royale abrita longtemps l'hôtel "les Tilleuls" (aujourd'hui disparu). Cet hôtel, au superbe escalier en noyer, fut racheté dans les années 1920 par un ancien maire de la commune (durant 40 ans). Ses deux filles, Raymonde et Marguerite Giroutru, personnalités locales, ont ensuite très longtemps veillé aux destinées de cet établissement. Napoléon III y séjourna, dit-on.
À la fin des années 1970, le projet du barrage de Grand-Maison fut lancé, ce fut une manne économique pour la commune et toute la région, le chantier (10 ans) fit venir des centaines de travailleurs.
Les communes concernées ont ainsi pu investir dans le tourisme, des équipements de sports d'hiver et ainsi, assurer leur avenir une fois le chantier terminé.
Aujourd'hui, la commune vit complètement du tourisme, que ce soit en été ou en hiver.

### Histoire du hameau du «Rivier d'Allemont»
Le Rivier d’Allemont, altitude 1 300 m, est situé dans la vallée de l’eau d’Olle sur le versant est de la chaîne de Belledonne  et sur la route des grands cols (Glandon et Croix de fer). L’origine du mot Rivier peut provenir soit du fait que de nombreux torrents coulent autour du village, soit du fait que les premiers habitants habitèrent près des rives de l’eau d’Olle. L’histoire officielle du Rivier débute en 1341 quand les terres de l’Oisans appartenaient aux anciens dauphins qui les avaient inféodées à des seigneurs.
Le seigneur  Jean de Leusson possédait le mas du Rivier qui contenait environ trois mille arpents de prés, terres, bois et alpages. Ses limites naturelles étaient d’un côté le ruisseau descendant du mont d’Olle (eau d’Olle), d’un autre côté le ruisseau de Burge (ruisseau des Sept Laux) et le mont de la petite roche de la Coche, d’autre part le ruisseau Frênet (limite avec Articol). Le seigneur Jean de Leusson albergea le mas du Rivier à cinq particuliers Claude Bonet, Guillaume Chatel, Guillaume Genevois, Guillaume Jay et Pierre Sert. Près de sept siècles plus tard, nous retrouvons ces mêmes noms dans le village. En 1709 et 1743, les descendants des cinq albergataires passèrent deux reconnaissances  au sujet des cens qu’ils payaient. En plus de conditions naturelles hostiles : terrains pentus et peu fertiles, climat rude ; les villageois durent affronter la convoitise de certains individus.
En voici succinctement les différentes péripéties : en 1774, le duc de Villeroy, seigneur d’Oisans, ayant établi un haut fourneau à Articol, avait cédé au sieur Paturel la direction de cette fabrique. Ce dernier se crut autorisé à porter la hache et la cognée dans toutes les forêts d’Allemont et en particulier dans celles du Rivier. Le Parlement, le 17 juin 1775, rendit un arrêt  qui débouta le sieur Paturel. Jusqu’en 1810, les habitants du Rivier jouirent paisiblement et sans trouble de leurs terres. Mais à cette époque, l’administration forestière et la commune d’Allemont manifestèrent l’intention de faire déclarer communal le mas du Rivier. Un procès s’ensuivit et nos Riviétons en sortirent vainqueurs le 9 avril 1810. D’autres procès du même genre eurent lieu en 1824, 1825, 1827 et 1828 et  les habitants en sortirent toujours vainqueurs. En 1839, le sieur Ramus  d’Allevard intenta un procès aux habitants du Rivier pour le partage des terres des Sept Laux. Il résulta de ce procès que le sieur Ramus bénéficia de la zone « pâturage à vaches » et les Riviétons eurent la zone « pâturage à moutons et à chèvres » de la montagne des Sept Laux. Un fait marquant de l’histoire de notre village est le partage des forêts en 1834. Jusqu'à cette date, les forêts et les alpages étaient en indivision. Les habitants souhaitèrent à cette époque cesser cette indivision à la suite du mauvais entretien collectif des forêts. Cinquante cinq lots furent formés correspondant aux cinquante cinq familles qui habitaient le village et ils furent tirés au sort. Des géomètres délimitèrent les parcelles forestières, mais malheureusement elles n’ont jamais été cadastrées ce qui induit encore de nos jours des problèmes de limites. Toujours à propos des forêts, les copartageants décidèrent en 1834, et ce afin d’assurer la protection du village contre les avalanches, de ne pas dégrader les forêts qui se trouvent au-dessus du village.
Plus précisément, aucun propriétaire ne pourra couper du bois, hêtre et haute futée que pour cause de nécessité et de grand besoin depuis le crey de la Barrière jusqu’au crey du Gua. Si un propriétaire se trouve dans cette position, les syndics du village iront démarquer et marteler le bois en choisissant l’endroit le moins exposé. Il subsiste encore de nos jours l’indivision sur les alpages  et aussi sur quelques terres. À propos des alpages, nos ancêtres possédaient des chalets d’alpages qui leur servaient de toit et de grange lors de la transhumance estivale. Ils descendaient le foin en période hivernale en faisant glisser des traîneaux  dans les combes enneigées des ruisseaux et cela constituait un moment fort de convivialité. Une autre particularité du village est le morcellement des terres. Ce morcellement se produisit bien avant la suppression du droit d’aînesse. La raison en fut que le sol n’étant guère productif et n’enrichissant pas ses propriétaires, ceux-ci grevèrent souvent leur patrimoine de lourdes dettes et durent l’aliéner en partie pour les acquitter. Ne trouvant pas d’acquéreur assez fortuné pour vendre en bloc, ils morcelèrent leur patrimoine selon le pouvoir d’achat des acheteurs. Il s’ensuivit de ce morcellement, un nombre important de procès portant sur les servitudes pour accéder à ces terres. Pour la petite histoire, le village n’avait pas de cimetière jusqu’au début du XIXe siècle.
Mais à cette époque et plus exactement en 1859, une épidémie de choléra décima une grande partie des habitants. La légende dit qu’en descendant les défunts au cimetière d’Allemont, les gens mouraient en chemin. Et c’est pour cette raison que l’on décida de construire un cimetière au Rivier. Jusqu'à l’annexion définitive de la Savoie par la France en  1860, le Rivier possédait un poste de douane qui devait se trouver près du ruisseau des villages car lors d’un hiver très enneigé, l’avalanche emporta le poste et deux douaniers périrent. Il existe un chemin appelé encore de nos jours « chemin des Contrebandiers » en souvenir de cette période où le village étant frontière, la contrebande était florissante. La vie du village essentiellement  rurale et faite aussi de colportage (en hiver) vers le massif central et le Jura, avait peu changé jusqu’au début du XXe siècle. À cette époque, la houille blanche allait révolutionner toute la région. Une usine hydroélectrique fut construite en 1918 et il en résulta une forte demande de main-d’œuvre. Il y eut donc une génération d’agriculteurs-ouvriers qui abandonna le colportage, et malheureusement, la seconde génération qui suivit abandonna les champs pour rentrer à l’EDF. De nos jours, le village ne compte pratiquement plus que quelques retraités parmi les résidents et beaucoup de maisons ne s’ouvrent que pour les week-ends et les vacances scolaires.

## Politique et administration

### Liste des maires
| Période                                  | Période   | Identité                  | Étiquette | Qualité  |
| ---------------------------------------- | --------- | ------------------------- | --------- | -------- |
| 1792                                     | 1794      | Pierre Jaquemet           | SE        |          |
| 1794                                     | 1795      | Antoine Ginet             | SE        |          |
| 1795                                     | 1797      | Hugues Genevert           | SE        |          |
| 1797                                     | 1800      | Jean Dusser               | SE        |          |
| 1800                                     | 1810      | Charles Colson            | SE        |          |
| 1810                                     | 1814      | Pierre, Joseph Dusser     | SE        |          |
| 1814                                     | 1815      | Paul Arnol                | SE        |          |
| 1815                                     | 1826      | Pierre, Joseph Dusser     | SE        |          |
| 1826                                     | 1830      | Paul Arnol                | SE        |          |
| 1830                                     | 1835      | Pierre, Joseph Dusser     | SE        |          |
| 1835                                     | 1836      | François, Louis Sert      | SE        |          |
| 1836                                     | 1843      | Claude, François Jaquemet | SE        |          |
| 1843                                     | 1850      | Jean-Claude Peype         | SE        |          |
| 1850                                     | 1860      | Auguste Perrier           | SE        |          |
| 1860                                     | 1865      | Alphonse Lafay            | SE        |          |
| 1865                                     | 1870      | Jean-Baptiste Roux        | SE        |          |
| 1870                                     | 1871      | Joseph Martin             | SE        | [ 18 ]   |
| 1871                                     | 1900      | Célestin Noyrey           | SE        |          |
| 1900                                     | 1912      | Célestin Manin            | SE        |          |
| 1912                                     | 1919      | Alphonse Millin           | SE        |          |
| 1919                                     | 1925      | Maximin Michel            | SE        |          |
| 1925                                     | 1959      | Alexandre Giroutru        | SE        |          |
| 1959                                     | 1965      | François Bourgeat         | SE        |          |
| 1965                                     | 1971      | Édouard Ollivier          | SE        |          |
| 1971                                     | mars 1989 | Célestin Manin            | PS        |          |
| mars 1989                                | mars 2001 | Michel Roch-Refieuna      | SE        |          |
| mars 2001                                | En cours  | Alain Giniès              | SE        | Retraité |
| Les données manquantes sont à compléter. |           |                           |           |          |

### Jumelages
- En 2019, la commune n'est jumelée avec aucune autre commune.

## Population et société

### Démographie
Les habitants sont appelés les Allemondins.
L'évolution du nombre d'habitants est connue à travers les recensements de la population effectués dans la commune depuis 1793. Pour les communes de moins de 10 000 habitants, une enquête de recensement portant sur toute la population est réalisée tous les cinq ans, les populations de référence des années intermédiaires étant quant à elles estimées par interpolation ou extrapolation. Pour la commune, le premier recensement exhaustif entrant dans le cadre du nouveau dispositif a été réalisé en 2008.

En 2022, la commune comptait 955 habitants, en évolution de −3,44 % par rapport à 2016 (Isère : +3,07 %, France hors Mayotte : +2,11 %).
| 1793  | 1800  | 1806  | 1821  | 1831  | 1836  | 1841  | 1846  | 1851  |
| ----- | ----- | ----- | ----- | ----- | ----- | ----- | ----- | ----- |
| 1 012 | 1 169 | 1 184 | 1 017 | 1 275 | 1 353 | 1 546 | 1 527 | 1 555 |

| 1856  | 1861  | 1866  | 1872  | 1876  | 1881  | 1886  | 1891  | 1896  |
| ----- | ----- | ----- | ----- | ----- | ----- | ----- | ----- | ----- |
| 1 346 | 1 225 | 1 216 | 1 240 | 1 188 | 1 245 | 1 254 | 1 189 | 1 113 |

| 1901  | 1906  | 1911 | 1921 | 1926 | 1931 | 1936 | 1946 | 1954 |
| ----- | ----- | ---- | ---- | ---- | ---- | ---- | ---- | ---- |
| 1 102 | 1 146 | 970  | 954  | 826  | 804  | 737  | 654  | 587  |

| 1962 | 1968 | 1975 | 1982 | 1990 | 1999 | 2006 | 2008 | 2013 |
| ---- | ---- | ---- | ---- | ---- | ---- | ---- | ---- | ---- |
| 530  | 514  | 544  | 958  | 600  | 765  | 854  | 880  | 999  |

| 2018 | 2022 | - | - | - | - | - | - | - |
| ---- | ---- | - | - | - | - | - | - | - |
| 954  | 955  | - | - | - | - | - | - | - |

### Enseignement
La commune est rattachée à l'académie de Grenoble.

### Médias
Historiquement, le quotidien à grand tirage Le Dauphiné libéré consacre, chaque jour, y compris le dimanche, dans son édition de l'Isère-Sud, un ou plusieurs articles à l'actualité du canton et de la communauté de communes, ainsi que des informations sur les éventuelles manifestations locales, les travaux routiers, et autres événements divers à caractère local.

### Manifestations culturelles et festivités
- Foire de l'Avent Goût (décembre)
- Marché le lundi

### Équipements sportifs
- Base nautique du lac du Verney[23].
- Pour les sports d'hiver, Allemond est au pied du domaine skiable d'Alpe d'Huez.
- Randonnées, raquette.
- Piscine municipale d'Allemont.
- Toutes les quelques années, le Tour de France passe à Allemont, sur le barrage du lac du Verney, en direction du col de la Croix de Fer.

## Économie
L'économie de la commune : 
- Anciennement, fonderie qui fondait le minerai de la mine d'argent des Chalanches
- Houille blanche
- Tourisme : chambres d'hôtes, restaurants, hôtels, gîtes et campings
- Pôle médical
- Vente directe de fromage en ferme
- Commerces et services de proximité

## Culture locale et patrimoine

### Lieux et monuments

#### Patrimoine religieux
- L'église Saint-Nizier, du XIXe siècle, avec sa cloche du 1657.
- Église Sainte-Marguerite du Rivier d'Allemond.
- La chapelle de Baton.

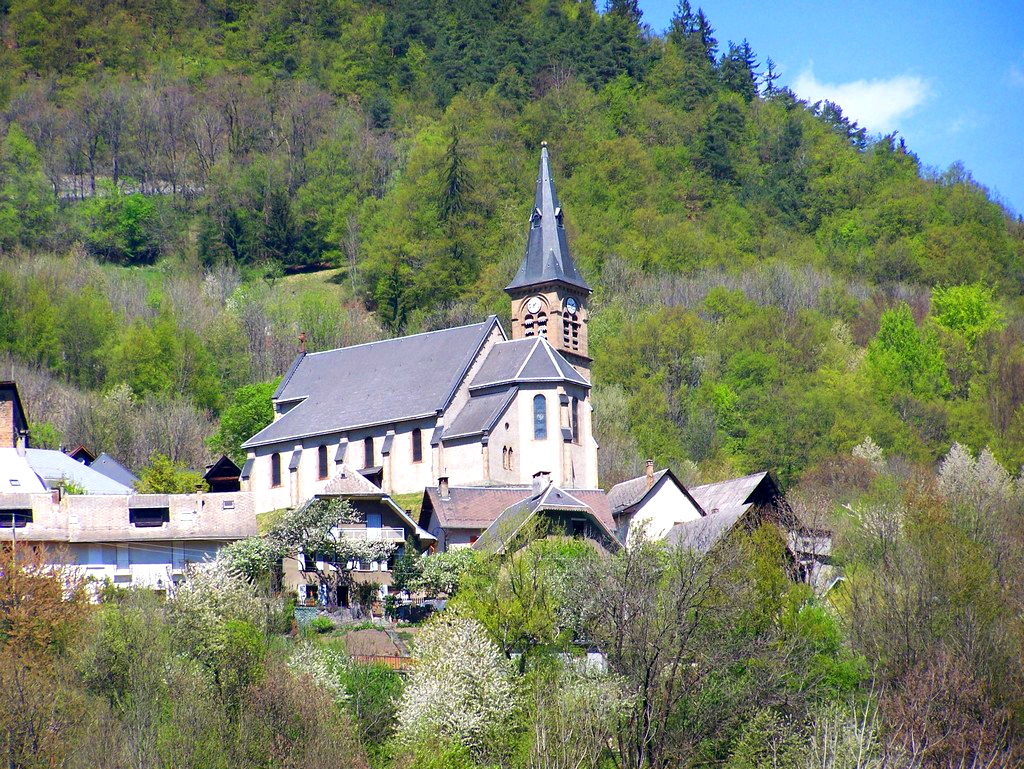
L'église d'Allemont.
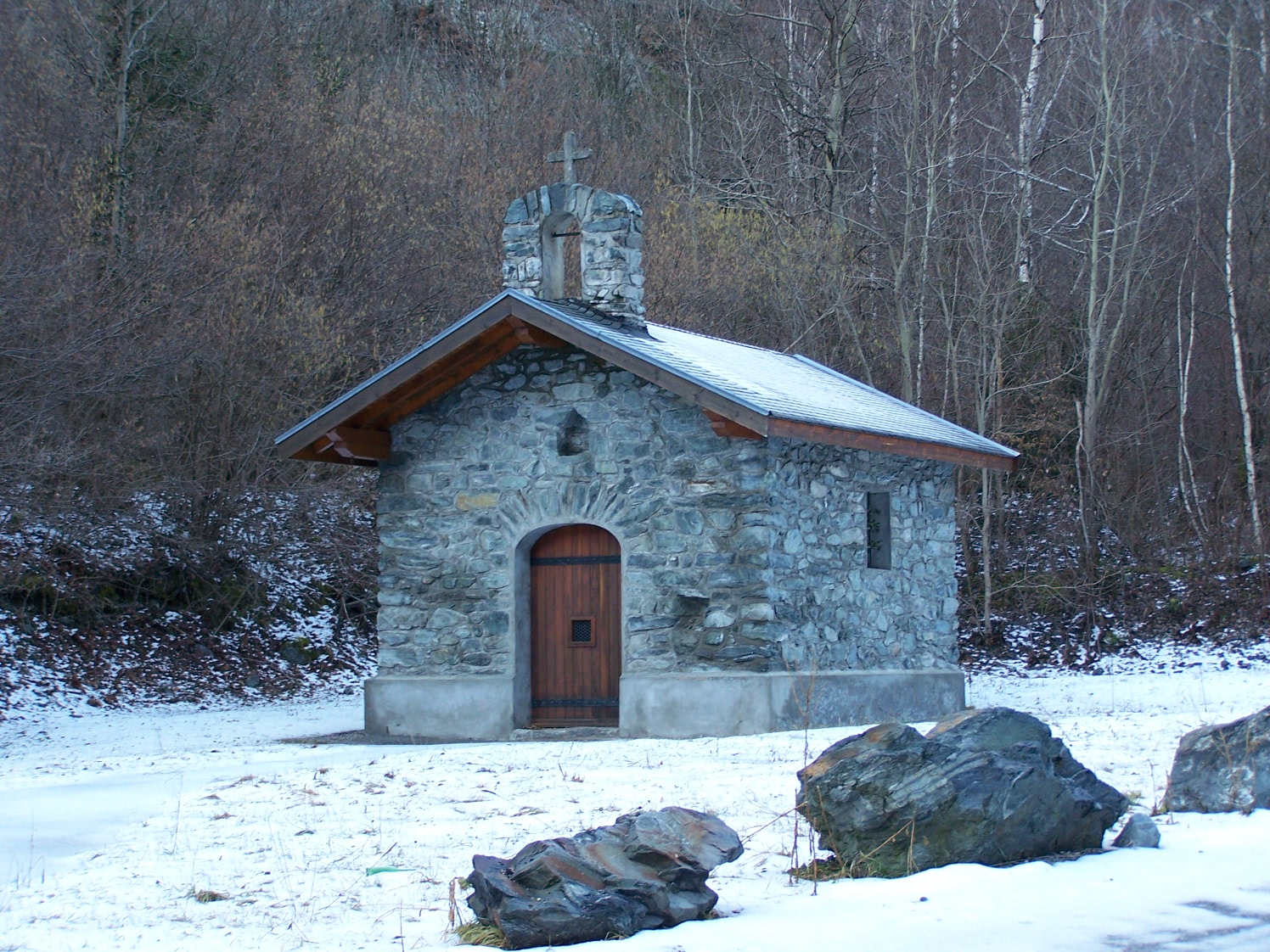
La chapelle de Baton.

#### Patrimoine civil
- Barrage de Grand'Maison.
- Four banal des Faure.
- Fonderie royale d'Allemont.
- La tour de Rochechinard.
- La centrale EDF de Baton, centrale électrique datant du début du XXe siècle ; hauteur de chute : 1 300 mètres.
- Le vieux moulin.
- L'aiguille de l'Eau d'Olle, mur d’escalade de 30 mètres, le plus haut d'Europe.
- À Rivier d'Allemont, maisons typiques.

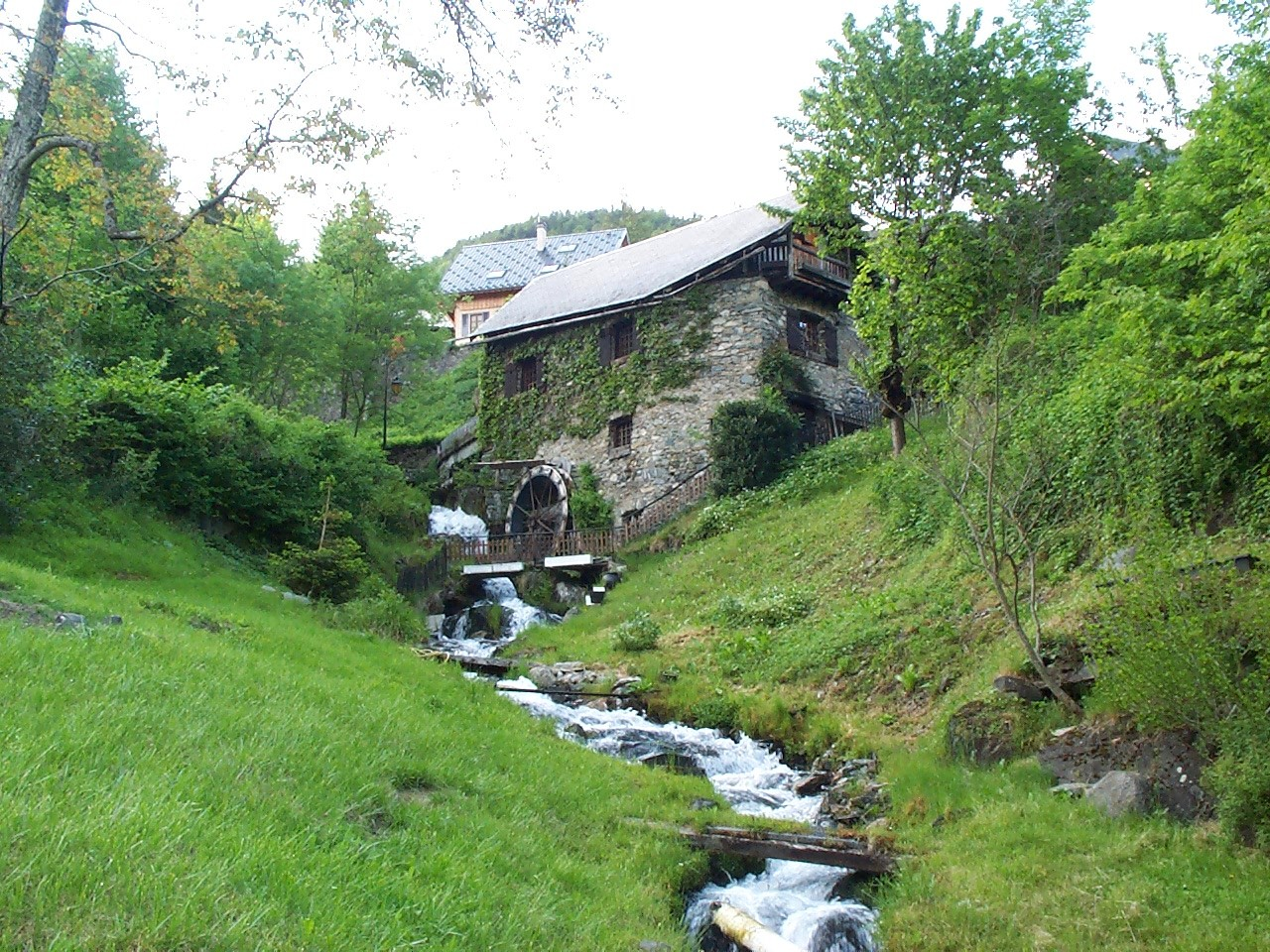
Le vieux moulin.
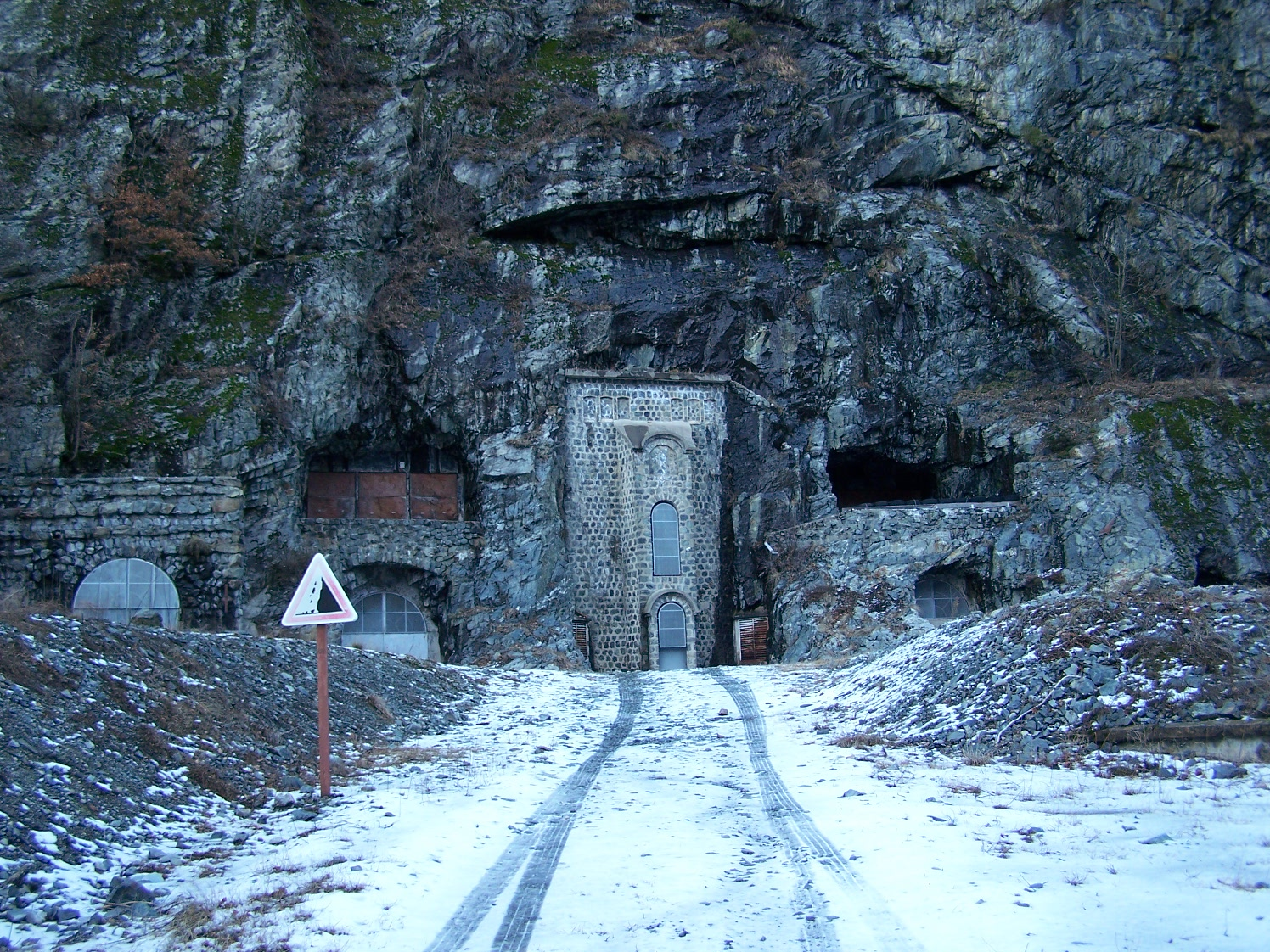
La centrale EDF de Baton.
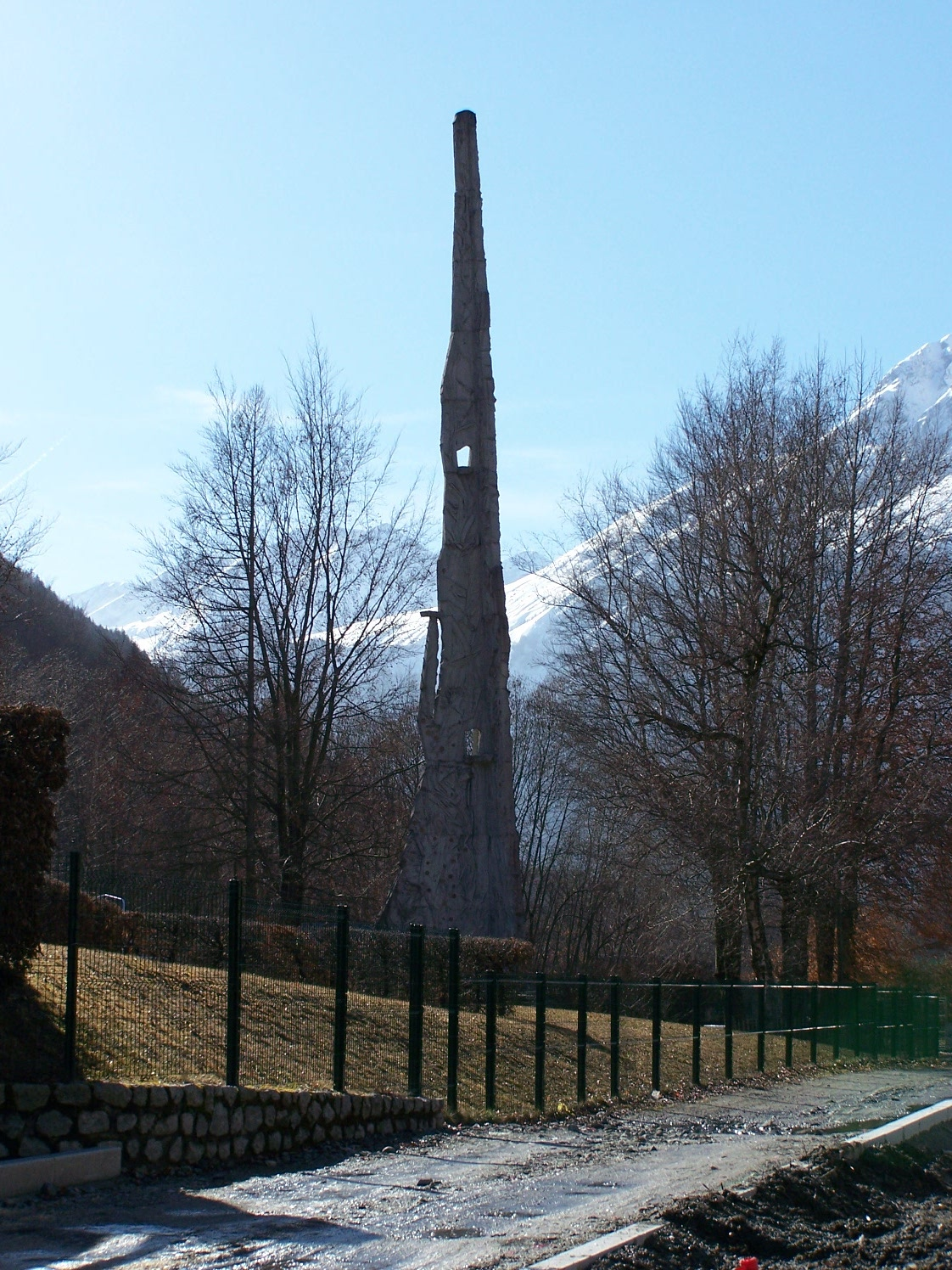
L'aiguille de l'Eau d'Olle.

### Patrimoine culturel

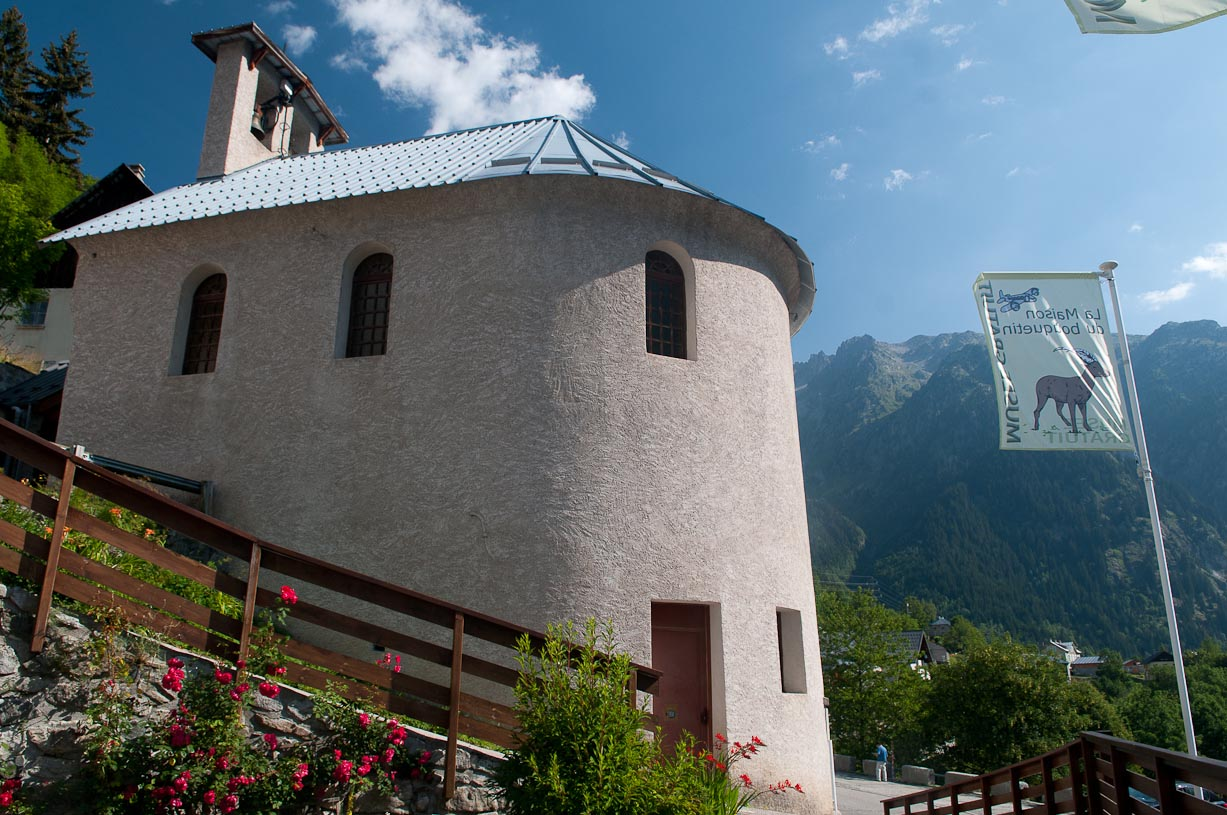
Musée du Rivier - Espace York Mallory.

- Musée du Rivier, à Rivier d'Allemont, qui abrite la Maison du bouquetin et l'Espace York Mallory, espace d'exposition consacré au bouquetin.
- Office de tourisme

### Patrimoine naturel
- La cascade de Maupas
- Le domaine forestier

### Personnalités liées à la commune
- Johann-Gottfried Schreiber (1746-1827), ingénieur qui a donné impulsion à l'exploitation de la mine d'argent[14].
- Sir Trafford Leigh-Mallory (1892-1944), militaire britannique, pilote au sein du Royal Flying Corps durant la Première Guerre mondiale puis commandant de la Royal Air Force durant la Seconde Guerre mondiale.
- Colette Oudet, organiste, y meurt le 14 avril 2014 à 93 ans.

### Héraldique
|  | Allemond possède des armoiries dont l'origine et le blasonnement exact ne sont pas disponibles. |